# Cyrtandromoea pterocaulis
Cyrtandromoea pterocaulis är en tvåhjärtbladig växtart som beskrevs av D.D. Tao, X.D. Li och X. Yang. Cyrtandromoea pterocaulis ingår i släktet Cyrtandromoea och familjen Gesneriaceae. Inga underarter finns listade i Catalogue of Life.